# Halichoeres caudalis
Halichoeres caudalis (Poey, 1860) è un pesce di acqua salata appartenente alla famiglia Labridae.

## Distribuzione e habitat
Proviene dalle barriere coralline dell'ovest dell'oceano Atlantico, in particolare dal Mar dei Caraibi, dalle coste della Carolina del Nord e dal Golfo del Messico. Predilige le acque profonde.

## Descrizione
Presenta un corpo allungato, compresso lateralmente, con la testa dal profilo non particolarmente appuntito a differenza di molte altre specie del genere Halichoeres. La lunghezza massima registrata è di 20 cm per un peso massimo di 146 g. La colorazione è principalmente gialla sul dorso, mentre è più chiara sul ventre. Sulla testa sono presenti delle striature colorate, di solito viola.

## Biologia
Questa specie non è molto facilmente osservabile a causa della sua abitudine di vivere in profondità, anche a 100 m, quindi la sua biologia non è nota.

## Conservazione
Questa specie non è particolarmente ricercata negli acquari, anche a causa della difficile reperibilità, mentre a causa delle dimensioni medie piuttosto ridotte non viene pescata frequentemente. Per questo viene classificata come "a rischio minimo" (LC) dalla lista rossa IUCN.